# Protòlit

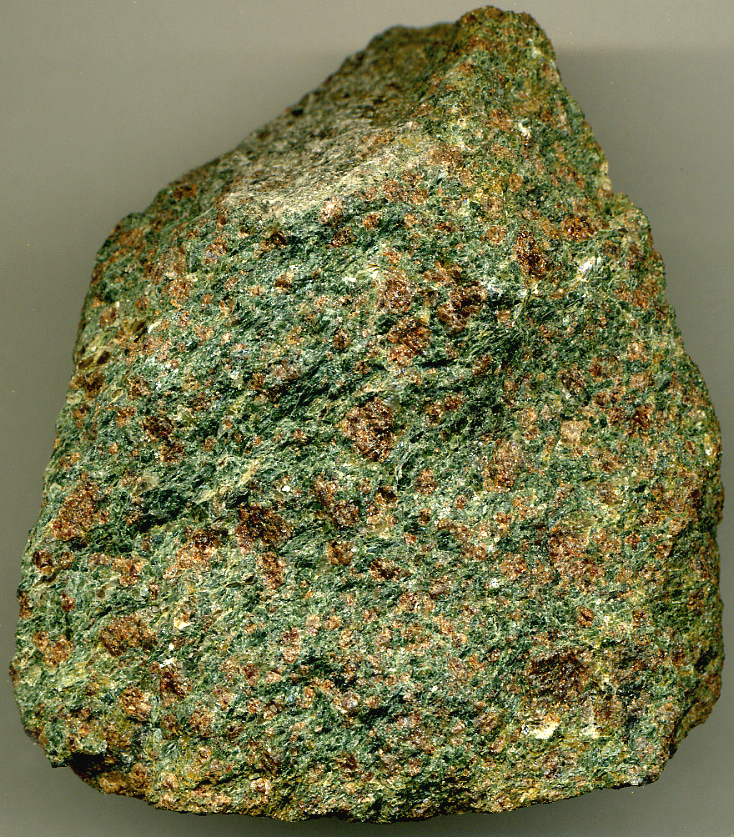
Eclogita: roca metamòrfica producte procedent del metamorfisme de protòlits com el basalt i el gabre. Muenchberg Gneiss Massif Weissenstein, Frankenwald Forest, Baviera, Alemanya. L'eclogita que es mostra és del Devonià. Es va formar pel metamorfisme d'enterrament profund de la roca ígnia màfica (basalts i gabres) de l'Ordovicià durant l'orogènia herciniana (varisca) del Devonià.

Els protòlits (del grec proto -primer- i lithos -roca-) són aquelles roques que eren presents abans d'un metamorfisme; és a dir són les roques originals, no metamorfitzades a partir de les quals es formen les roques metamòrfiques o les milonites. Un exemple seria el cas d'un marbre format a partir d'una roca calcària; en aquest cas, la roca calcària seria el protòlit. Els protòlits, en ser roques no metamòrfiques poden ser tant roques sedimentàries com ígnies. (en protolith; es protolito; fr protolithe)

## Determinació del protòlit
Hi ha establerts 6 tipus més comuns:
1. Pelítics (esquist, argila)
2. Quarzo-feldespàtics (gresos, riolita, granit, sílex)
3. Calcàris (calcàries, dolomites, margues)
4. Bàsics (basalt, andesita, gabre, diorita)
5. Magnèsics (peridotita, serpentina)
6. Ferruginosos (ferro)

## Metamorfisme de diferents protòlits
Els protòlits (a part de les roques que ja han estat metamorfitzades) poden ser d'origen magmàtic o sedimentari. Per simplificar, els protòlits magmàtics es poden dividir en tres grups diferents: roques ultramàfiques, màfiques i quarzofeldspàtiques. Els protòlits sedimentaris més importants són roques pelítiques (roques d'argila), quarz-feldespàtiques, roques carbonatades i les mescles dels tres grups, com les margues (sediments pelítics rics en carbonats a carbonats rics en argila).
- Els protòlits ultramàfics són principalment peridotites i roques relacionades del mantell terrestre i reflecteixen una composició de silicats rica en MgO bastant simple. Els productes metamòrfics més abundants són les serpentinites.[6]
- Els protòlits màfics són principalment roques ígnies màfiques (roques intrusives i extrusives bàsiques a intermèdies) i en molt menor mesura margues de composició inusual semblant als basalts. Amb l'augment del grau metamòrfic originen tipus de roques metamòrfiques molt importants, depenent de la relació P/T (pressió/temperatura). Els gradients P/T de baixos a mitjans produeixen esquists verds, amfibolites, granulits màfics i/o eclogites, mentre que els gradients P/T alts són responsables dels esquists blaus i eclogites.
- Els protòlits quarz-feldespàtics estan representats per roques magmàtiques intermèdies a àcides (intrusives i extrusives) o per sediments clàstics derivats d'aquestes magmatites. Si es deriven de sediments, formen esquists metamòrfics, paragneiss, migmatites i granulites fèlsiques de grau creixent. Si es deriven de granitoides, els productes metamòrfics són metagranitoides, ortogneiss, migmatites i granulites fèlsiques de grau creixent.
- Els protòlits pelítics es componen principalment de minerals argilosos derivats de l'escorça continental erosionada i meteoritzada. Amb l'augment del grau metamòrfic, es transformen en pissarres, fil·lites, mica-esquists i granulites.
- Les roques carbonatades s'originen principalment a partir de sediments biogènics. Els sediments de carbonat pur estan lliures de SiO₂. Els productes metamòrfics són els marbres, composts per calcita i/o dolomita. Les impureses dels sediments clàstics rics en SiO₂ donen lloc a marbres de silicatats durant el metamorfisme.
- Les margues poden assemblar-se als protòlits màfics pel que fa a la composició química, però normalment difereixen en quantitats importants de CaCO₃. Les margues metamòrfiques de baix grau són mica-esquists calcaris, mentre que la formació de minerals de silicat rics en Ca durant el metamorfisme de grau superior dona lloc a roques calcisilicatades.[5][6]